# Chase the Chance
「Chase the Chance」（チェイス・ザ・チャンス）は、日本の元女性歌手、安室奈美恵の単独名義では4枚目のシングル。1995年12月4日にavex traxから発売された。小室哲哉プロデュースによる楽曲である。

## 解説
- 前作「Body Feels EXIT」から約1ヶ月後という短いブランクで発売された。
- 日本テレビ土曜ドラマ『ザ・シェフ』（同年10月8日〜12月16日・全9話）の主題歌。ソロ名義になってからの初のドラマ主題歌となった。
- 振付はdos結成前のKABAが手掛けた。
- 同曲まで、バックダンサーとしてSUPER MONKEY'S（現・MAX）が参加していた。
- ラップの部分がメインになっており、デモテープを聴きながら一生懸命覚え、それでもその部分はレコーディングにかなりの時間がかかった[1]。当初ラップは安室が担当する予定ではなかったが、レコーディングの当日「1コーラスだけやってみよう」ということになり歌ってみたら即OKテイクが出て、そのまま2コーラスもやることになった。安室は難しく感じながらも、必死にその場のノリで挑んでスタッフの要求に応えていった[2]。
- ラップの作詞は前田たかひろが手掛けた。しかし当時は仮歌を担当するシンガーがいなくて前田が務めることになった。前田は「冷や汗を垂らしながら挑んだけど、結構楽しんで作っていた」と振り返っている[3]。
- 自身初のオリコンシングルチャート1位を獲得した。オリコンでは、自身初のシングルのミリオンセラーを達成（出荷ベースでは2枚目）。また、大晦日の第46回NHK紅白歌合戦にも初出場した（当時18歳）。
- 累計出荷枚数は155万枚[4]。
- オリコンチャートにおける累計売上枚数は136.2万枚[5]。

## 主な記録
- HEY!HEY!HEY! MUSIC CHAMP・パーフェクトランキング（96/01/15・#052） 1位。
- オリコン・1996年間カラオケリクエスト回数 5位。ボーカロイドの安室奈美恵はサビの部分が「チャンス・エン・チャンス」と言っている様に聞こえる場合が多く、当時に日本人として歌詞を重視するユーザーとの間ではカラオケボックスなどで僅かながら安室奈美恵とシンクロさせずに歌う人には場合により批判の声があった。
- HEY!HEY!HEY! MUSIC CHAMP・パーフェクトランキング 3 YEARS BEST 100（95・96・97） 40位。

## 評価
- トーレ・ヨハンソンは、「どこを切っても、マドンナという気がする。歌い方からしてそっくり」「1980年代スタイルのハードロック・ギターが入っているのはもう最悪だね。恥を知れ、恥を!」と批判している[6]。

## 収録曲
| 全作詞・作曲・編曲: 小室哲哉・前田たかひろ。 |                                            |                          |                          |      |
| #                                            | タイトル                                   | 作詞                     | 作曲・編曲               | 時間 |
| 1.                                           | 「Chase the Chance (ORIGINAL MIX)」        | 小室哲哉 ・ 前田たかひろ | 小室哲哉 ・ 前田たかひろ | 4:32 |
| 2.                                           | 「Chase the Chance (TRIP CLUB MIX)」       | 小室哲哉 ・ 前田たかひろ | 小室哲哉 ・ 前田たかひろ | 5:45 |
| 3.                                           | 「Chase the Chance (G.WRIGHT JUNGLE MIX)」 | 小室哲哉 ・ 前田たかひろ | 小室哲哉 ・ 前田たかひろ | 6:05 |
| 4.                                           | 「Chase the Chance (ORIGINAL KARAOKE)」    | 小室哲哉 ・ 前田たかひろ | 小室哲哉 ・ 前田たかひろ | 4:32 |
| 合計時間:                                    | 合計時間:                                  | 20:54                    |                          |      |

クレジット
- Produced : 小室哲哉
- Mixed : Gary Thomas Wright

## 収録作品
| 規格     | タイトル                                                                             | 種類                   | 備考                                                                                         |
| -------- | ------------------------------------------------------------------------------------ | ---------------------- | -------------------------------------------------------------------------------------------- |
| CD       | SWEET 19 BLUES                                                                       | オリジナルアルバム     | CC Mix - バンドサウンド中心のアレンジを施した。                                              |
| CD       | 181920                                                                               | ベストアルバム         | - ミュージック・ビデオ集「181920 films」をセットにした、 DVD付属盤『181920 & films』も存在。 |
| CD       | namie amuro 5 Major Domes Tour 2012 〜20th Anniversary Best〜                        | ライヴアルバム         | 項目参照                                                                                     |
| CD       | Finally                                                                              | ベストアルバム         | 楽曲を再録・ニューレコーディングで収録。                                                     |
| 配信限定 | namie amuro 25th ANNIVERSARY LIVE in OKINAWA at 宜野湾海浜公園野外特設会場 2017.9.16 | 配信限定ライヴアルバム | 項目参照                                                                                     |
| 配信限定 | namie amuro Final Tour 2018 〜Finally〜 at Tokyo Dome 2018.6.3                       | 配信限定ライヴアルバム | 項目参照                                                                                     |
| 映像作品 | 181920 films                                                                         | ミュージック・ビデオ集 | 本作と次作MV集「filmography」を1つにコンパイルさせた『181920 films + filmography』も存在。   |
| 映像作品 | namie amuro BEST CLIPS                                                               | ミュージック・ビデオ集 | avexによる、90年代にデビューしたアーティストの一環による廉価版作品。                         |
| 映像作品 | AMURO NAMIE FIRST ANNIVERSARY 1996 LIVE AT MARINE STADIUM                            | ライヴ映像             | 項目参照                                                                                     |
| 映像作品 | Namie Amuro Concentration 20 Live in Tokyo Dome                                      | ライヴ映像             | 項目参照                                                                                     |
| 映像作品 | NAMIE AMURO TOUR “GENIUS 2000”                                                       | ライヴ映像             | 項目参照                                                                                     |
| 映像作品 | namie amuro tour 2001 break the rules                                                | ライヴ映像             | 項目参照                                                                                     |
| 映像作品 | namie amuro SO CRAZY tour featuring BEST singles 2003-2004                           | ライヴ映像             | 項目参照                                                                                     |
| 映像作品 | Space of Hip-Pop -namie amuro tour 2005-                                             | ライヴ映像             | 項目参照                                                                                     |
| 映像作品 | namie amuro BEST tour “Live Style 2006”                                              | ライヴ映像             | 項目参照                                                                                     |
| 映像作品 | NAMIE AMURO PLAY TOUR 2007                                                           | ライヴ映像             | 項目参照                                                                                     |
| 映像作品 | namie amuro 5 Major Domes Tour 2012 〜20th Anniversary Best〜                        | ライヴ映像             | 項目参照                                                                                     |
| 映像作品 | namie amuro 25th ANNIVERSARY LIVE in OKINAWA                                         | ライヴ映像             | - 『namie amuro Final Tour 2018 〜Finally〜』内に付属                                        |
| 映像作品 | namie amuro Final Tour 2018 〜Finally〜                                              | ライヴ映像             | ※ 豪華盤のみ、5公演 (名古屋・大阪・札幌・福岡・5月東京) の映像が存在する。                   |